# Cmentarz wojenny w Stefankowicach-Kolonii
Cmentarz wojenny w Stefankowicach-Kolonii – nekropolia wojenna z I wojny światowej w Stefankowicach-Kolonii, utworzona w 1918 r. 

## Historia i opis
Cmentarz został wytyczony w 1918 r. jako zbiorowy grób żołnierzy rosyjskich i austro-węgierskich poległych w 1914 r. Na początku były tu mogiły zbiorowe i pojedyncze żołnierzy austriackich oraz kopiec ziemny mieszczący mogiłę żołnierzy rosyjskich.
Ok. 1935 r. groby austriackie ekshumowano i przeniesiono na cmentarz w Ubrodowicach, pozostawiając kopiec.
Na początku lat 90. XX wieku na terenie nekropolii wciąż stał trzymetrowy kopiec ze zwieńczającym go współczesnym krzyżem. Dookoła otoczony jest polami uprawnymi. Na wale ziemnym wokół kopca rosną 4 graby, 2 topole, 2 czereśnie i 2 dęby.